# Ахунзянов, Тагир Исмагилович
Тагир Исмагилович Ахунзянов (Тагиров, баш. Таһир Исмәғил улы Ахунйәнов; 1923—2013) — советский башкирский писатель, журналист, общественный деятель. Секретарь Башкирского обкома КПСС по идеологии. 

## Биография
После окончания местной начальной школы учился в Аитовской семилетней школе, Менеуз-Тамакской СШ Миякинского района. По национальности является татарином. 
В годы учёбы активно участвовал в выступлениях художественной самодеятельности, был организатором молодёжных вечеров, сам играл на тальянке, хорошо пел на татарском, чувашском языках, художественно оформлял стенные газеты. В 1938—1941 годах учился в Белебеевском педагогическом училище, после чего работал в Ново-Васильевской школе.
В 1942 году был призван в Красную армию, после учёбы в военном училище сражался на фронтах Отечественной войны, командир огневого взвода. Вернулся домой в 1946 году.
Член КПСС (вступил в 1943 году на фронте).
В сентябре — октябре 1946 г. заведующий организационным отделом Бижбулякского райкома ВЛКСМ, в ноябре 1946 года был избран 2-м секретарём райкома ВЛКСМ. В 1948—1950 годах учился в Уфимской партийной школе. С 1950 — лектор в Башкирском обкоме КПСС, затем заведовал сектором печати, был заместителем заведующего отделом пропаганды обкома КПСС.
В 1964—1967 годы — редактор республиканской газеты «Кызыл тан»; «будучи в течение четырёх лет редактором республиканской газеты „Кызыл тан“, сумел в несколько раз увеличить её тираж, нацелив коллектив журналистов на актуальные темы, проблемные материалы, на человечный и откровенный разговор с читателем, не уклоняясь от самых острых его поворотов».
С сентября 1957 по апрель 1961 годов учился в высшей партийной школе при ЦК КПСС.
С 1967—1987 год — секретарь Башкирского обкома КПСС по идеологии (по другим данным — заведующий отделом науки и школ обкома КПСС). За время работы увеличил численность башкир с 650 до 950 тысяч.
Депутат Верховного Совета Башкирской АССР VI—XI созывов.
По его пьесе на сцене Башкирского академтеатра многие годы с большим успехом шёл спектакль «Галия».
Умер 25 ноября 2013 года в Уфе. Похоронен на Южном кладбище.

## Награды и звания
- Орден Отечественной войны II степени
- Орден Красной Звезды
- Боевые медали
- Член Союза журналистов СССР (с 1957 года)
- Член Союза писателей (с 1984 года)
- Государственная премия имени Фатиха Карима и Мажита Гафури
- Кандидат исторических наук.

## Основные произведения
- Галия: Повести и рассказы. — Уфа: Башкнигоиздат, 1984. — 304 с.
- Кукушки слышу счет: Повесть и рассказы / Пер. с башк. — М.: Современник, 1984. — 191 с.
- Лейтенанты: Повести и рассказы / Пер. с башк. — М.: Советский писатель, 1990. — 480 с.
- Три буранных дня: Повести и рассказы / Пер. с башк. — М.: Сов. Россия, 1997. — 256 с.
- Святые живут на небесах: Повести. — Уфа: Китап, 1998. — 367 с. — на тат. яз.